# Marijina vas
Marijina vas este o localitate din comuna Laško, Slovenia, cu o populație de 79 de locuitori.